# Machpela

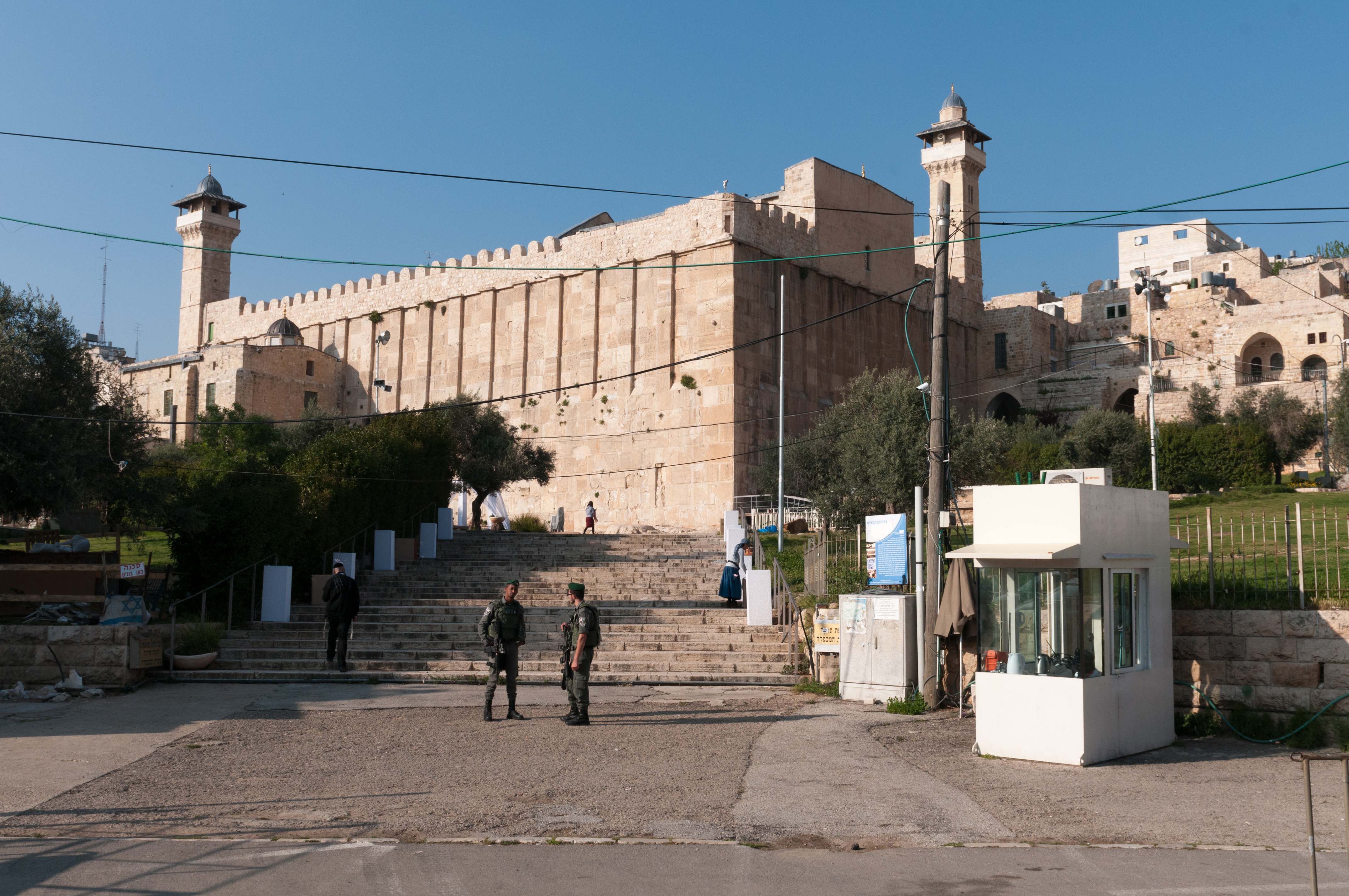
Außenansicht mit israelischem Wachposten

Die Machpela (hebräisch מערת המכפלה, Me'arat HaMachpela, übersetzt „Höhle der Doppelgräber“), auch Höhle der Patriarchen oder Grab der Patriarchen, ist nach dem Tanach, der hebräischen Bibel, das Familiengrab der Erzeltern der Israeliten: Dort sollen Abraham und Sara, Isaak und Rebekka sowie Jakob und Lea bestattet worden sein. Der Ort liegt am Stadtrand von Hebron und ist für die drei Abrahamsreligionen Judentum, Christentum und Islam bedeutsam.
Herodes der Große (37–4 v. Chr.) ließ den Platz um die angenommene Grabstätte ummauern. Kaiser Justinian I. ließ innerhalb der Festung im 6. Jahrhundert eine Basilika errichten, die Muslime im 7. Jahrhundert zur Abrahamsmoschee umwandelten. 1976 kam eine benachbarte Synagoge dazu. Seit dem Sechstagekrieg 1967 verwaltet Israel den Gebäudekomplex und gewährt Touristen und Gläubigen Zugang.

## Geschichte

### Archäologischer Befund
Seit wann die heutige Machpela als Familiengrab der Erzeltern Israels betrachtet wurde, ist unbekannt. Die Tora bezeugt eine Grabhöhle dieses Namens mehrfach und lokalisiert sie nach Gen 23,19  und 25,9  im Hain Mamre, der dort mit Hebron gleichgesetzt wird. Laut Gen 13,18  lag Mamre bei Hebron, war aber nicht mit der Ortschaft identisch. Darauf beruht die Annahme, die Grabhöhle habe bei Hebron gelegen. Seit Herodes dem Großen (37–4 v. Chr.) wurde die Grabhöhle unter dem damals gebauten Haram el-Halil lokalisiert. Dorthin wurde damals auch die benachbarte Hügelsiedlung verlegt, die in der Zeit des Hellenismus zum Gebiet von Edom (Idumäa) gehörte. Seit etwa 1900 ist bekannt, dass sich unter dem herodianischen Bau tatsächlich alte Gräber befanden. Diese werden heute teils in die Mittlere Bronzezeit (2000–1500 v. Chr.), teils die Eisenzeit (ab 1200 v. Chr.) datiert. Machpela kann schon längere Zeit vor Herodes bei Hebron lokalisiert worden sein, da die biblischen Angaben zu Mamre auch für die ältere Siedlung Hirbet Nimra in der Nähe zutreffen.

### Literarischer Befund

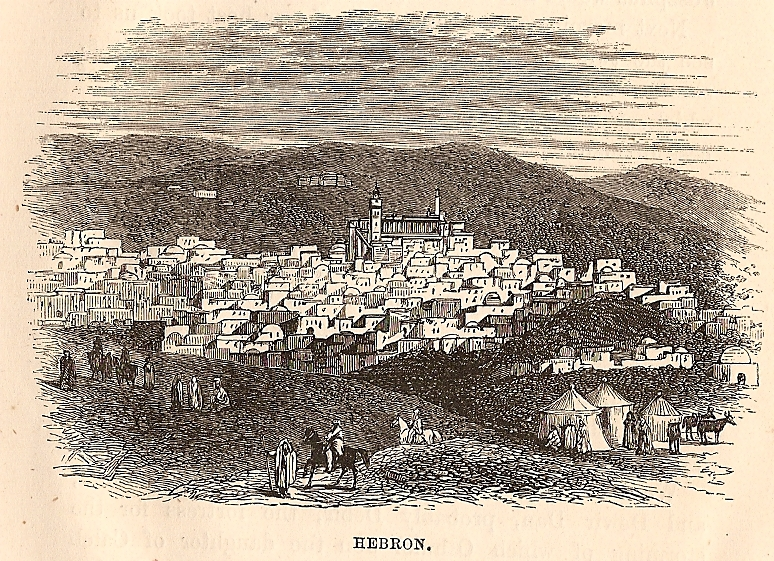
Der Machpela-Komplex über Hebron, 1865

Im Tanach bezeichnet der Name Machpela sowohl ein Feld mit einer Höhle, das Abraham von dem Hethiter Efron als Grab für seine Frau Sara gekauft habe (Gen 23,19; 49,30; 50,13), als auch die Höhle selbst (Gen 23,9; 25,9). Der Name erscheint immer mit bestimmtem Artikel („die Machpela“). Die Septuaginta übersetzte ihn mit „die Doppelhöhle“, leitete ihn also vom hebräischen Wortstamm kpl für „doppelt legen“ ab.
Saras Tod und Begräbnis:

„1 Sara wurde hundertsiebenundzwanzig Jahre alt 2 und starb in Kirjat Arba – das ist Hebron – im Lande Kanaan. Da kam Abraham, dass er sie beklagte und beweinte. 3 Danach stand er auf von seiner Toten und redete mit den Hethitern und sprach: […] 8 bittet für mich Efron, den Sohn Zohars, 9 dass er mir gebe seine Höhle in Machpela, die am Ende seines Ackers liegt; er gebe sie mir um Geld, soviel sie wert ist, zum Erbbegräbnis unter euch. 17 So wurde Efrons Acker in Machpela östlich von Mamre Abraham zum Eigentum bestätigt, mit der Höhle darin und mit allen Bäumen auf dem Acker umher, 18 vor den Augen der Hethiter und aller, die beim Tor seiner Stadt versammelt waren. 19 Danach begrub Abraham Sara, seine Frau, in der Höhle des Ackers in Machpela östlich von Mamre, das ist Hebron, im Lande Kanaan. 20 So wurden Abraham der Acker und die Höhle darin zum Erbbegräbnis bestätigt von den Hethitern.“

Abrahams Tod und Begräbnis:

„8 Und Abraham verschied und starb in einem guten Alter, als er alt und lebenssatt war, und wurde zu seinen Vätern versammelt. 9 Und es begruben ihn seine Söhne Isaak und Ismael in der Höhle von Machpela auf dem Acker Efrons, des Sohnes Zohars, des Hethiters, die da liegt östlich von Mamre 10 auf dem Felde, das Abraham von den Hethitern gekauft hatte. Da ist Abraham begraben mit Sara, seiner Frau.“

Jakobs Tod und Begräbnis:

„29 Und Jakob gebot ihnen und sprach zu ihnen: Ich werde versammelt zu meinem Volk; begrabt mich bei meinen Vätern in der Höhle auf dem Acker Efrons, des Hethiters, 30 in der Höhle auf dem Felde von Machpela, die östlich von Mamre liegt im Lande Kanaan, die Abraham kaufte samt dem Acker von Efron, dem Hethiter, zum Erbbegräbnis. 31 Da haben sie Abraham begraben und Sara, seine Frau. Da haben sie auch Isaak begraben und Rebekka, seine Frau. Da habe ich auch Lea begraben 32 in dem Acker und der Höhle, die von den Hethitern gekauft ist.“

„12 Und seine Söhne taten, wie er ihnen befohlen hatte, 13 und brachten ihn ins Land Kanaan und begruben ihn in der Höhle auf dem Felde von Machpela, die Abraham gekauft hatte mit dem Acker zum Erbbegräbnis von Efron, dem Hethiter, gegenüber Mamre.“

Die früheste Erwähnung der Höhle ist im Buch der Jubiläen zu finden, wo es in 36:21 heißt: „Sein Weib Lea starb im vierten Jahr der zweiten Jahrwoche im 45. Jubiläum und er begrub sie in der Doppelhöhle nahe bei seiner Mutter Rebekka, links vom Grab Saras, der Mutter seines Vaters.“ Nach dem Talmud Jeruschalmi sind die Gräber der Patriarchen in der Form eines Festmahls angeordnet. Die bekannteste Person ist dabei am Kopf der Tafel positioniert.
Nach Gen 23,19  kaufte Abraham das Feld und die Höhle Machpela unweit seines Wohnortes Mamre nach dem Tod seiner Frau Sara als Familiengrabstätte für 400 Silberschekel. Verkäufer war ein Hethiter namens Efron. Dass es sich bei dem erwähnten Efron tatsächlich um einen (aus Anatolien stammenden) Hethiter handelte, ist unbewiesen. Wie bei vielen vorgeschichtlichen und religiösen Figuren ist auch die Historizität Abrahams nicht bewiesen. Seine Lebenszeit wird auf ungefähr 1900 v. Chr. angesetzt.
Nach Sara wurde der Überlieferung nach auch Abraham selbst dort begraben, später auch sein Sohn Isaak und dessen Frau Rebekka und deren Sohn Jakob mit seiner ersten Frau Lea.
Im Neuen Testament kommt Machpela nicht vor. Stattdessen lokalisiert Apg 7,16  das Erzelterngrab in Sichem: „Man brachte sie nach Sichem und bestattete sie in dem Grab, das Abraham von den Söhnen Hamors in Sichem für Silbergeld gekauft hatte.“
Der jüdische Historiker Flavius Josephus erwähnte in seinem Werk Jüdische Altertümer (94) zwar die Grabstätten der Erzeltern, nicht aber den Namen Machpela und auch nicht Abrahams Kauf des Feldes mit der Höhle, seinem späteren Grab. Dies gilt als eine absichtliche Weglassung. So ließ Josephus auch andere Details aus den ihm zweifellos bekannten Erzelternerzählungen des Buchs Genesis fort, deren Details ihm offenbar unwichtig waren.

### Der herodianische Bau

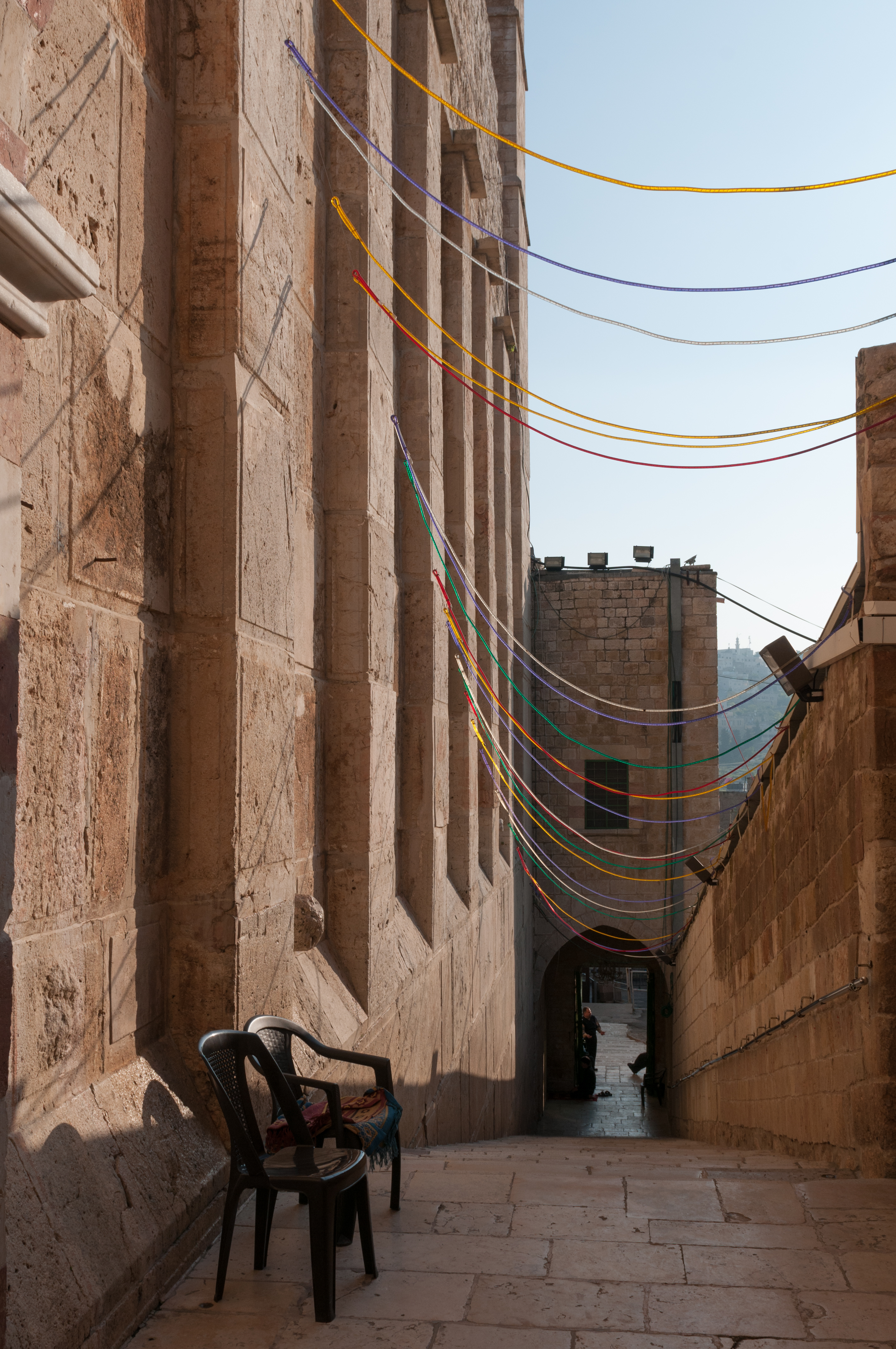
Eingangstreppe

Der herodianische Bau war anfangs nur ein nicht überdachtes ummauertes Podium, das die Lokaltradition der Erzelterngräber markieren sollte. Nach literarischen Quellen scheint diese Lokaltradition seit etwa 300 v. Chr. an dem Platz des Ḥaram el-Chalīl zu haften. Die Wahl dieses Platzes könnte auch von den bronze- und eisenzeitlichen Grabanlagen beeinflusst worden sein, deren Reste in den Höhlen unter dem Ḥaram gefunden wurden.
Die heutigen Bauten entstanden unter König Herodes und wurden unter den Kreuzfahrern im 12. Jahrhundert ergänzt. Der herodianische Bau erinnert architektonisch an den aus der gleichen Zeit stammenden Herodianischen Tempel in Jerusalem, von dem jedoch nur noch Teile der Umfassungsmauer mit der Klagemauer vorhanden sind.

### Weiterer Ausbau
Seit dem 4. Jahrhundert sind auch christliche Wallfahrten nach Machpela belegt.
Die ersten Erweiterungen fanden im 6. Jahrhundert statt, unter anderem um jüdische und christliche Pilger voneinander zu trennen. Spätestens seit dem frühen 10. Jahrhundert wurde in dem Komplex auch eine Moschee errichtet, einschließlich eines Mihrab in der Südostmauer. Spätestens am Ende des Jahrhunderts waren alle sechs Grabstätten überdacht.

### Die St. Abrahamskathedrale
Während des Ersten Kreuzzugs wurde Machpela im Jahr 1100 von Gottfried von Bouillon erobert und unter die Herrschaft der Kreuzfahrer gestellt und ein Augustinerkloster eingerichtet.
1119 wurden unter dem Pflaster des herodianischen Hofs die Gebeine der Patriarchen aufgefunden und daraufhin in Reliquiare gefasst. Kurz darauf errichteten die Kreuzfahrer im südlichen Teil des Komplexes eine Kirche St. Abraham, die zur Kathedrale des wiedererrichteten Bistums Hebron erhoben wurde.
Der jüdische Reisende Benjamin von Tudela beschrieb die Stätte im 12. Jahrhundert:

„In Hebron steht ein großes Heiligtum, genannt St. Abraham, das früher eine Synagoge war. Die Einheimischen errichteten hier sechs Grabmale und berichten Fremden, es seien die der Patriarchen und ihrer Frauen, und verlangen Geld für eine Besichtigung. Wenn ein Jude dem Aufseher einen zusätzlichen Beitrag bezahlt, öffnet dieser ihm eine Tür aus der Zeit unserer Vorväter, und der Besucher kann bei Kerzenlicht in die Höhle hinabsteigen. Er durchquert zwei leere Höhlen, und sieht schließlich in der dritten sechs Gräber, auf denen in hebräischer Schrift die Namen der drei Patriarchen und ihrer Frauen geschrieben sind. Die Höhle steht voller Fässer, gefüllt mit menschlichen Knochen, die an diesen Heiligen Ort gebracht wurden. Am Ende des Feldes Machpela steht das Haus Abrahams und vor ihm ein Brunnen.“

### Machpela unter islamischer Herrschaft

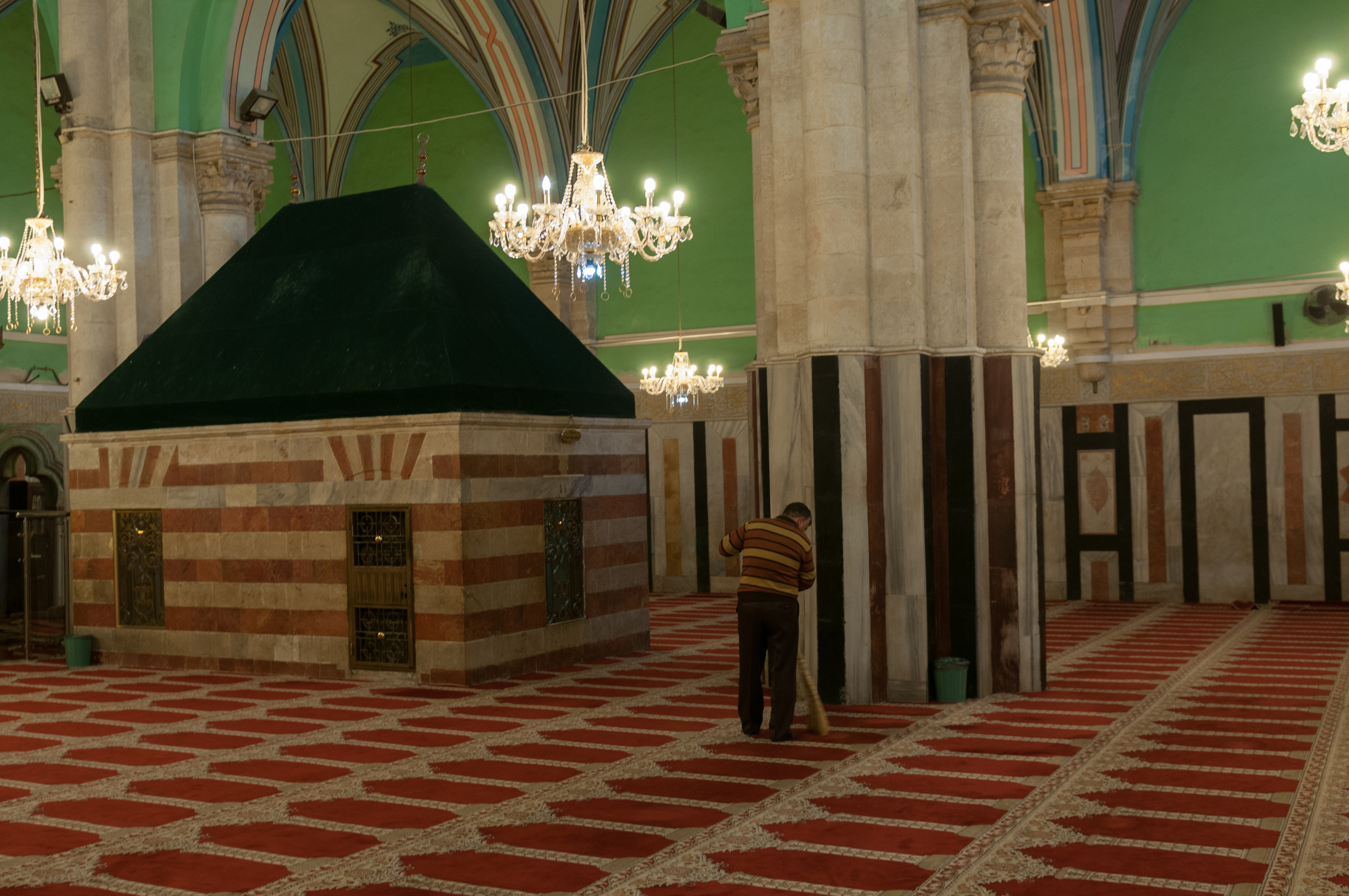
Innenraum der Abrahammoschee

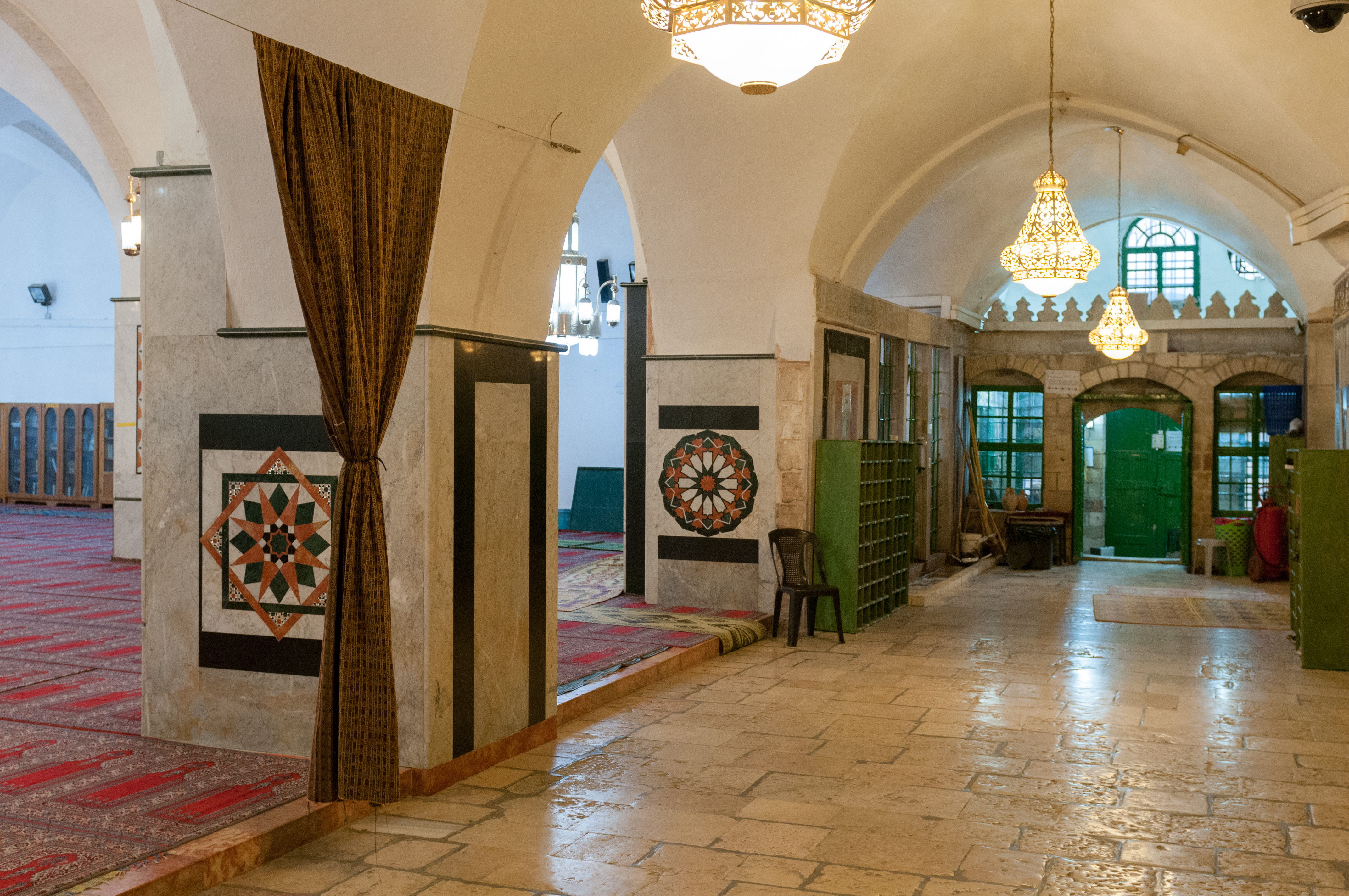
Eingangsbereich; links der Gebetsraum der Frauen

Der ägyptische Sultan Saladin eroberte 1187 Hebron, beschlagnahmte die Kathedrale und erklärte sie zur Moschee. Jüdische und christliche Pilger durften zunächst weiterhin im Heiligtum beten, einer seiner Nachfolger, der Gewaltherrscher Baibars I., vernichtete 1266 jedoch das nicht-islamische Leben in Hebron. Juden und Christen wurde der Zutritt zu ihrer heiligen Stätte verboten.
1318–20 wurde im nordöstlichen Teil des Komplexes eine zweite Moschee errichtet. 1382–99 wurden umfangreiche Umbauten und Renovierungen vorgenommen. Ende des 15. Jahrhunderts wurde der Zugang in die Höhle verboten.
Bis Ende des 19. Jahrhunderts durften keine Juden und Christen das Heiligtum besuchen, auch danach wurden nur wenige Ausnahmen für berühmte Europäer gemacht. Juden hatten weiterhin keinen Zugang. Sie durften sich lediglich außerhalb des Bauwerks, bis zur siebten Stufe der Zugangstreppe, aufhalten und beten. 67 der etwa 500 Personen umfassenden jüdischen Gemeinde fielen 1929 einem Massaker muslimischer Gewalttäter zum Opfer. Die Überlebenden flohen nach Jerusalem. Rückkehrer, die ab 1931 wieder in Hebron lebten, mussten am 23. April 1936 durch britische Kolonialtruppen vor erneuten arabischen Gewalttaten in Sicherheit gebracht werden.

### Israelische Kontrolle seit 1967

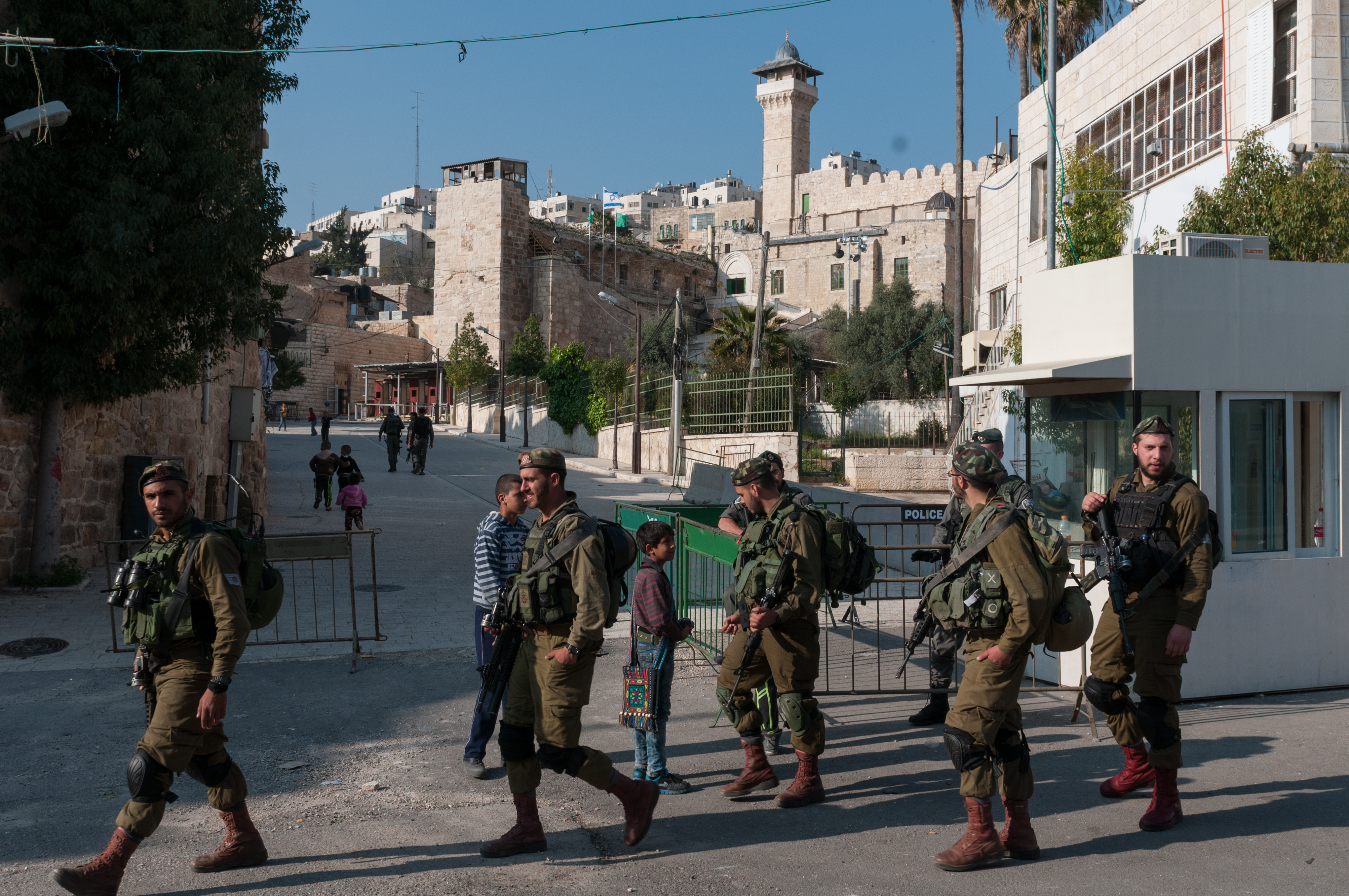
Armeepatrouille am Zugang zum Gebäude

Unter osmanischer, britischer und jordanischer Herrschaft war Juden und Christen der Zugang zur Machpela verboten. Im Zuge des Sechstagekriegs eroberte und besetzte Israel am 8. Juni 1967 die seit 1948 jordanisch kontrollierte Stadt Hebron und machte sie Juden wieder zugänglich. Der Oberrabbiner des Militärrabbinats und General Schlomo Goren gilt als der erste Jude seit 700 Jahren, der Machpela betreten konnte. Goren war schon an der Eroberung der Klagemauer am Vortag beteiligt gewesen.

### Machpela heute

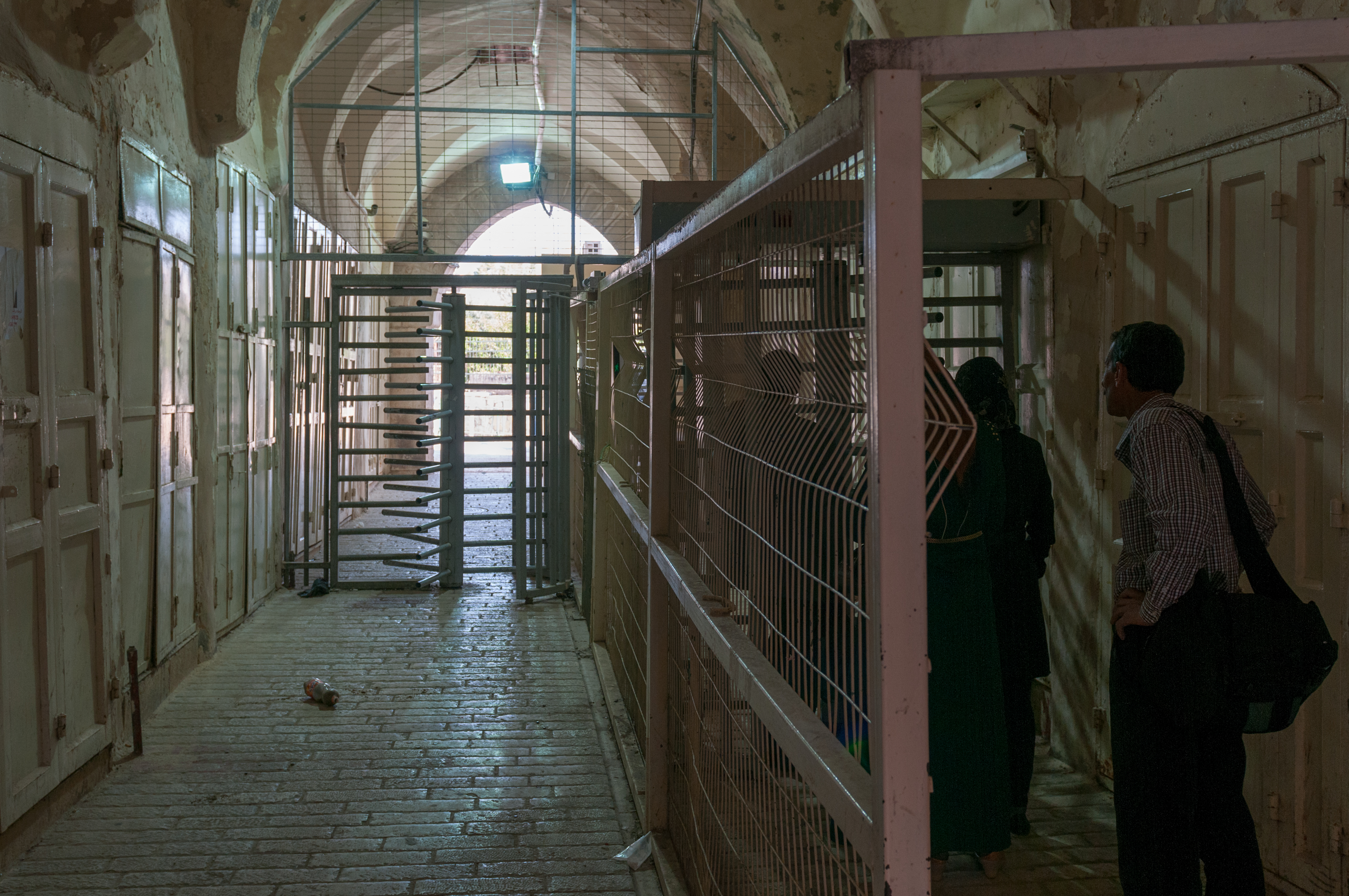
Besucher des Heiligtums werden vor dem Betreten von der Armee auf Waffen durchsucht

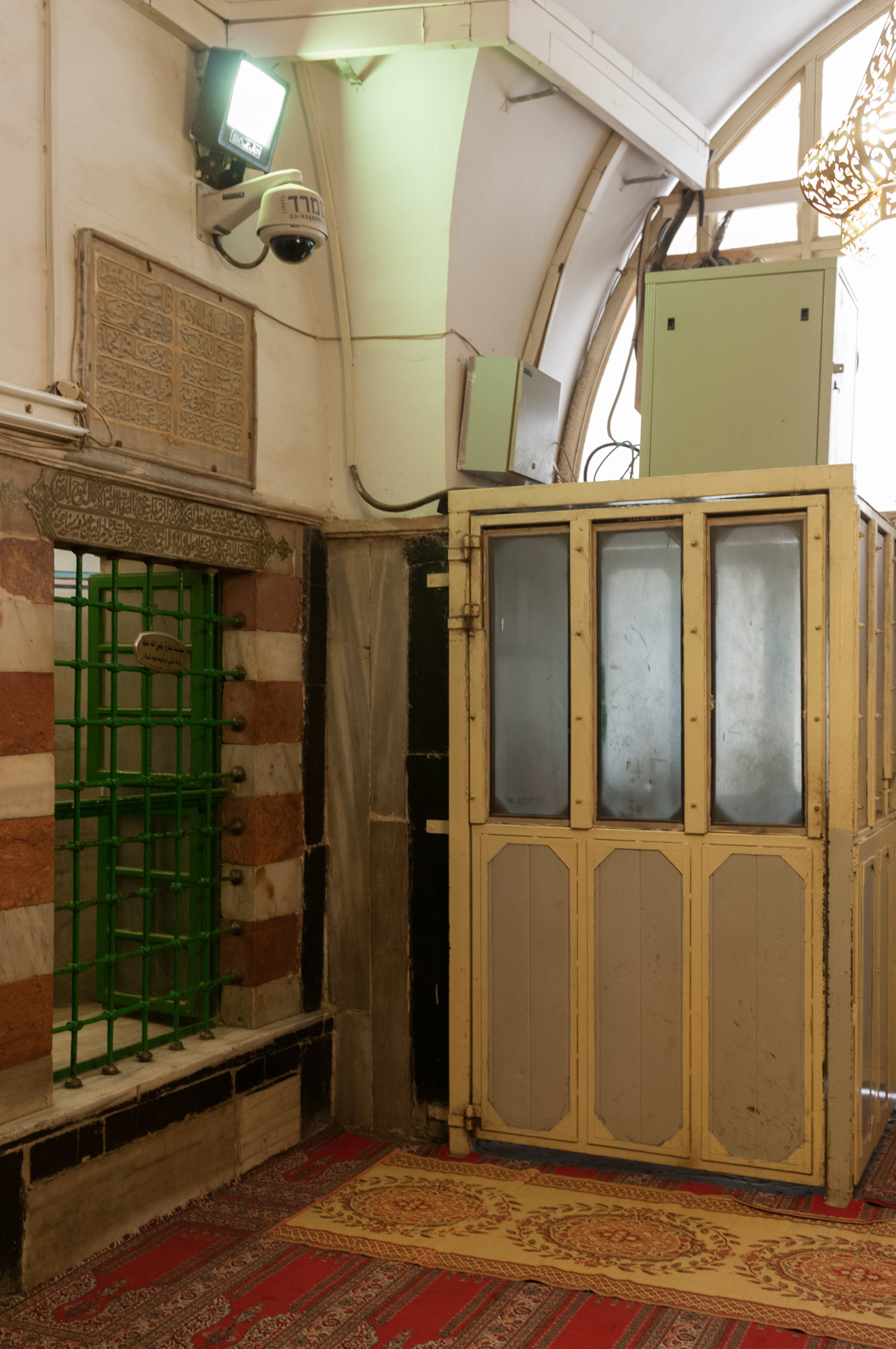
Eingang für jüdische Pilger

Seit 1967 leben wieder Juden in Hebron. Trotz der israelischen Herrschaft behielten Muslime freien Zugang zum Machpela-Komplex und nutzen weiterhin die gotische Kreuzfahrerkirche als Moschee, die der Waqf-Behörde Jerusalem untersteht. Sie teilen Machpela allerdings nun wieder mit den jüdischen Pilgern, für die im nördlichen Bereich eine Synagoge errichtet wurde.
Machpela liegt heute in der von Israel verwalteten Zone H2 im Stadtgebiet von Hebron. Das Grab der Patriarchen und die Stadt Hebron im Ganzen sind ein besonderer Streitpunkt im Nahostkonflikt. Um in der zweitheiligsten Stadt des Judentums jüdisches Leben aufrechtzuerhalten, leben einige Hundert jüdische Siedler inmitten der Altstadt unter der ansonsten arabischen Bevölkerung. Es kommt regelmäßig zu Konflikten zwischen den israelischen und den arabischen Einwohnern. Den Höhepunkt der Gewalttätigkeiten bildete 1994 ein Massaker des Siedlers Baruch Goldstein, bei dem 29 Palästinenser ermordet wurden. Das Grab der Patriarchen steht heute unter starker Bewachung durch die israelische Armee. Die Verwaltung liegt, wie die des Tempelbergs in Jerusalem, in den Händen einer islamischen Stiftung, eines Waqf.
Im Februar 2010 führte die Ankündigung des israelischen Premierministers Benjamin Netanjahu, Machpela zum jüdischen Kulturerbe zu erklären, zu heftigen Zusammenstößen zwischen dem israelischen Militär und palästinensischen Jugendlichen in Hebron.

## Der Bau

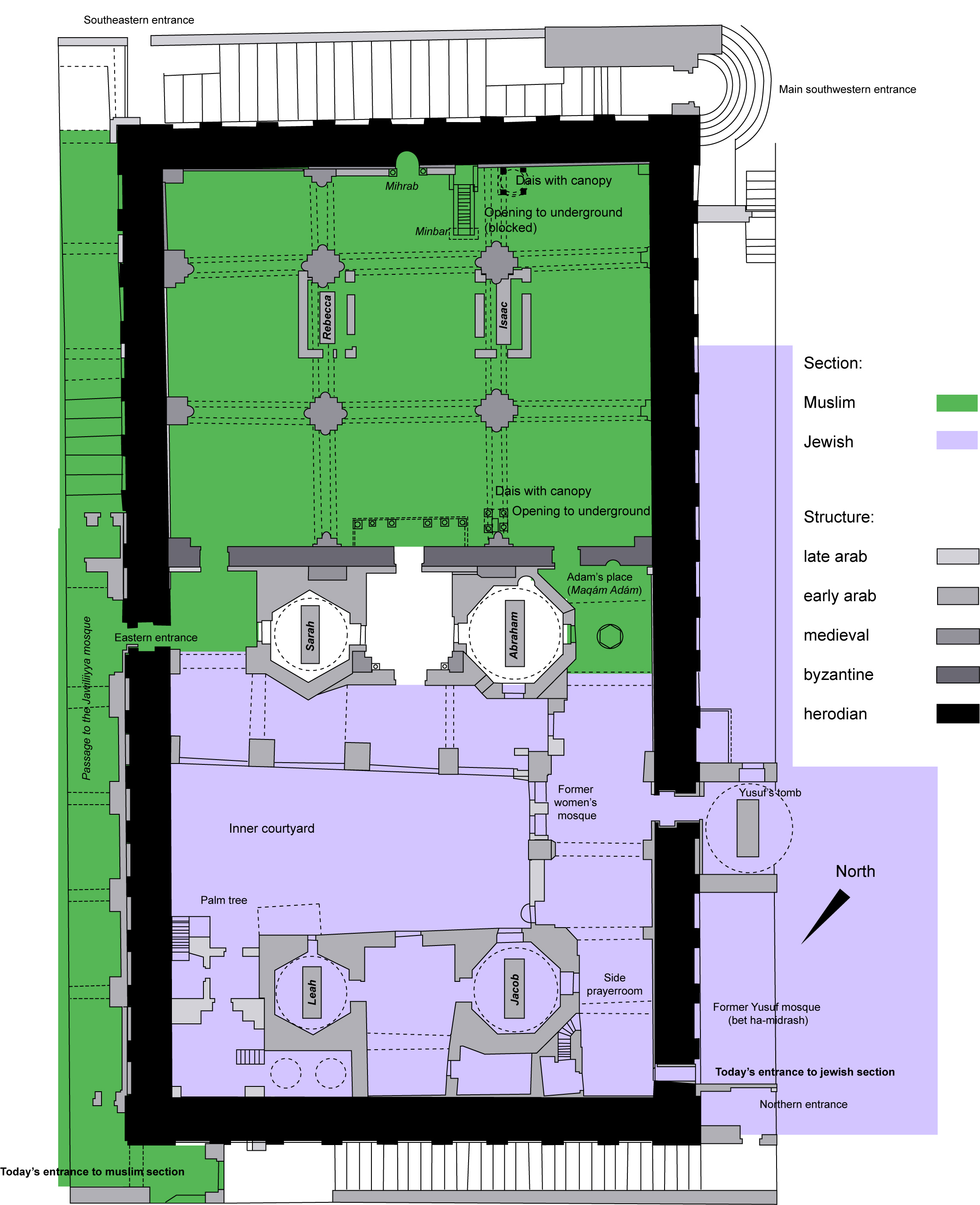
Bauplan

Das Heiligtum besteht im Wesentlichen aus einem großen rechteckigen Komplex, dessen Ecken in die vier Himmelsrichtungen weisen. An der nordöstlichen Außenseite stehen die al-Jawiliyya-Moschee (1318–20) und das im 10. Jahrhundert errichtete Grab Josephs. Die äußere Erscheinung des Heiligtums wird von der gut erhaltenen herodianischen Umfassungsmauer dominiert. An der westlichen und der östliche Ecke stehen Minarette.
Das Innere besteht aus drei Teilen, in dem sich die Kenotaphe je eines Patriarchenpaars befinden. Im zentralen Raum befinden sich die Grabmäler von Abraham (westlich) und Sara (östlich), die aus der Zeit um 1000 stammen. Im südlichen Teil befinden sich die Kenotaphe von Isaak und Rebekka aus dem 12. Jahrhundert sowie die Moschee in der früheren Kirche. Der Nordteil ist der von den Juden genutzte, der über eine eigene Treppe am Außenbau betreten wird. Hier befinden sich die Grabmäler von Jakob und seiner ersten Frau Lea, eine Synagoge sowie der Zugang zum Grab des Joseph.